# Kazuya Miyahara
Kazuya Miyahara (宮原和也?, Miyahara Kazuya; Hiroshima, 22 marzo 1996) è un calciatore giapponese, difensore o centrocampista del Tokyo Verdy.

## Palmarès

### Club

#### Competizioni nazionali
- Campionato giapponese: 2

Sanfrecce Hiroshima: 2013, 2015
- Supercoppa del Giappone: 2

Sanfrecce Hiroshima: 2014, 2015
- Coppa J. League: 1

Nagoya Grampus: 2021

### Individuale
- Squadra della J2 League: 1

2023